# Eva Ekebladová
Eva Ekebladová, rodným jménem Eva De la Gardie (10. července 1724 Stockholm – 15. května 1786) byla švédská hraběnka, agronomka a chemička, která roku 1746 objevila, jak vyrábět bramborovou mouku a alkohol z brambor. To otevřelo cestu výrobě alhokolu typu vodky, bezlepkovému pečení, nebo nahrazení některých nebezpečných přísad v kosmetice bramborovou moukou. Objevila také způsob bělení bavlny. Objev výroby alkoholu z brambor měl ve Švédsku výrazný společenský dopad, neboť bylo možno z výroby alkoholu stáhnout část obilí, což snížilo riziko hladomorů. V roce 1748 se Ekebladová stala první ženou zvolenou do Královské švédské akademie věd. Provozovala známý stocholmský salon, svá díla v něm představil například Johan Helmich Roman. Byla blízkou přítelkyní švédské královny Luisy Ulriky Pruské.